# 2HOT
2HOT je bila ženska muzička grupa koju su činile osnivač grupe Irina Arsić poznatija kao Irina 2HOT i Violeta Stojanović

## Karijera
Grupa je karijeru započela sa radom dvehiljaditih, a 2003. objavili su svoj prvi album pod nazivom Stvorena Za Blud koji su izdali za diskografsku kuću Yi Records. Sledeće godine 2004. snimaju duet sa Gruom pod nazivom Pravi broj. Nakon izbacivanja albuma, nekoliko puta su učestvovali u emisiji City Club koja se emitovala na Pink tv.
```
Tokom karijere često su ih upoređivali sa grupom Scandal. Nakon raspada grupe Violeta se povukla iz medija dok je 
Irina
 nakon raspada grupe 
2016
. godine snimila solo album pod nazivom 
Zabranjena Zona
 i 
2023
. godine album pod nazivom 
Nisam više mala
.
```

| 2HOT              | 2HOT                                            |
| ----------------- | ----------------------------------------------- |
| Оснивач групе     | Ирина Арсић (Ирина 2HOT)                        |
| Место оснивања    | Београд, Србија                                 |
| Дискографске куће | Yi Records                                      |
| Жанр              | поп                                             |
| Активни период    | 2000—2009                                       |
| Чланови           | - Ирина Арсић (Ирина 2HOT) - Виолета Стојановић |
| Албуми            | 2003. Stvorena Za Blud                          |
| Бивши чланови     | Виолета Стојановић                              |
| Садашњи члан      | Ирина Колин (Ирина 2HOT)                        |

## Diskografija
Albumi:
- 2003. Stvorena Za Blud

Singlovi:
- Blud (Stvorena Za Blud)
- Mamac  (Stvorena Za Blud)
- Smor (Stvorena Za Blud)
- Hot Line 041-220-220 Guest – (Gru Stvorena Za Blud)
- Sladoled  (Stvorena Za Blud)
- Beograd  (Stvorena Za Blud)
- Balkan Girl  (Stvorena Za Blud)
- Idemo U Grad  (Stvorena Za Blud)
- Pravi broj (duet sa Gru-om)
- Dva puta plavo